# Závažná Poruba
Závažná Poruba (Hongaars: Németporuba) is een Slowaakse gemeente in de regio Žilina, en maakt deel uit van het district Liptovský Mikuláš.
Závažná Poruba telt 1.259 inwoners.